# Epidendrum cruciforme
Epidendrum cruciforme är en orkidéart som beskrevs av Eric Hágsater och E.Santiago. Epidendrum cruciforme ingår i släktet Epidendrum och familjen orkidéer.
Artens utbredningsområde är Nicaragua. Inga underarter finns listade i Catalogue of Life.